# Санта Клаус підкорює марсіан
«Санта-Клаус підкорює марсіан» — американська науково-фантастична комедія 1964 року режисера Ніколаса Вебстера, продюсера та сценариста Пола Л. Джейкобсона, заснована на історії Гленвіла Марета, у якій Джон Колл грає Санта-Клауса. У ньому також зображена десятирічна Піа Задора в ролі Гірмара, одного з марсіанських дітей.
У фільмі також відзначається перша задокументована поява місіс Клаус (її роль грає Доріс Річ). Фільм виходить за три тижні до телевізійного спеціального серіалу Рудольф Червононосий олень, у якому також була місіс Клаус.
Фільм регулярно з'являється в списках найгірших фільмів, коли-небудь знятих, регулярно фігурує в списку «100 останніх» в Internet Movie Database і був показаний в епізоді синдикованої серії Canned Film Festival 1986. Санта-Клаус підкорює марсіан отримав нову популярність у 1990-х роках після того, як його показали в епізоді комедійного серіалу Mystery Science Theatre 3000.
Цей епізод став основною святковою програмою на кабельному каналі Comedy Central у роки після його прем'єри в 1991 році. З тих пір він знову знайшов нове життя, оскільки став предметом нових рифів Cinematic Titanic і RiffTrax, обидва виробництва колишніх сценаристів і виконавців MST3K. Фільм також був представлений у фільмі «Жахлива Ельвіра».

## Сюжет
Марсіани Момар («марсіанка») і Кімар («король-марсіанин») стурбовані тим, що їхні діти Гірмар («марсіанська дівчинка») і Бомар («марсіанський хлопчик») занадто багато дивляться земне телебачення, особливо телеканал KID-TV інтерв'ю з Санта-Клаусом у його майстерні на Північному полюсі Землі.
Консультуючись із стародавнім 800-річним марсіанським мудрецем Чохемом (слово на ідиш / івриті означає «мудрець», хоча вимовляється інакше, ніж у версії фільму), вони повідомили, що діти Марса відволікаються через надто жорстку структуру суспільства. З дитинства вся їхня освіта вводиться в їхній мозок через машини, і їм не дозволяється індивідуальність чи свобода думки.
Чохем зазначає, що бачив це «століттями» і каже, що єдиний спосіб допомогти дітям — це дати їм свободу та дозвіл розважатися. Для цього Марсу потрібна фігура Санта-Клауса, як на Землі. Покинувши печеру Чохема, марсіанські лідери вирішують викрасти Санта-Клауса з Землі та доставити його на Марс.
Марсіани не можуть відрізнити фальшивих Санта-Клаусів, тому вони викрадають двох дітей, щоб знайти справжнього. Як тільки це досягнуто, один марсіанин Волдар, який категорично не погоджується з цією ідеєю, кілька разів намагається вбити Санта-Клауса разом із двома викраденими дітьми Землі. Він вірить, що Санта розбещує дітей Марса і відвертає їх від первісної слави Марса.
Коли вони прибувають на Марс, Санта та діти будують фабрику з виробництва іграшок для марсіанських дітей. Однак Волдар та його помічники, Стобо та Шим, саботують фабрику та змінюють її програму, щоб вона виготовляла іграшки неправильно. Тим часом Дропо, помічник Кімара, якому дуже подобаються Санта-Клаус і Різдво, одягає один із запасних костюмів Санти і починає поводитися як Санта-Клаус. Він йде на фабрику іграшок, щоб зробити іграшки, але Волдар приймає його за Санту і викрадає.
Коли Санта-Клаус і діти повертаються на фабрику, щоб зробити ще іграшки, вони виявляють, що хтось втрутився в машини. Волдар і Стобо повертаються на фабрику, щоб укласти угоду з Кімаром, але, побачивши справжнього Санта-Клауса, вони розуміють, що їхній план зірване. Дропо, заручник у печері, обманює свого охоронця Шіма й тікає. Потім Кімар заарештовує Волдара, Стобо та Шіма. Санта помічає, що Дропо поводиться як він, і каже, що з Дропо міг би бути гарний марсіанський Санта-Клаус. Кімар погоджується і відправляє Санту з дітьми назад на Землю.
 

## Виробництво
Фільм був ідеєю продюсера Пола Джейкобсона, який працював у відеовиробництві та хотів перейти до повнометражних робіт. Він найняв сценариста Гленвілла Марета для розробки ідеї та Ніколаса Вебстера для режисури та зняв фільм через власну компанію Jalor Productions. Джейкобсон назвав фільм «святковим науково-фантастичним фентезі» і сказав, що створив його через відчутну прогалину на ринку. «За винятком Діснея, мало хто в кіностудіях, які діти впізнають як свої».
Джейкобсону вдалося продати права на розповсюдження фільму Джозефу Е. Левіну. Зйомки проходили протягом двох тижнів з липня по серпень 1964 року на студії Майкла Майєрберга на Лонг-Айленді.
Джейкобсон сказав: «У цій конкретній студії з групою техніків, які чудово співпрацюють, ми змогли отримати значну віддачу від нашого низького бюджету. Ми також знімаємо в кольорі, щоб отримати повні мальовничі ефекти з нашими іграшковими факторами та фоном Марса та Північного полюса». Актори Джон Колл і Віктор Стайлз з'являлися на сцені в Олівера! у той час як Донна Конфорті з'являлася в Here's Love на Бродвеї.
В інтерв'ю в червні 1966 року Левін сказав, що він зробив 15 «сімейних фотографій» за 18 місяців, «але нехай це не обійдить Я не хочу, щоб хтось знав, тому що родини не ходять до них — вони просто говорять про них. Але я все одно їх роблю, бо маю захист телебачення. Гроші в банку, телевізор».

## Поширення
Фільм вийшов на екрани до Різдва 1964 року. Після цього його регулярно перевипускали на Різдво для ранків.

### Каса
У лютому 1965 року «Нью-Йорк Таймс» після виходу в прокат заявила, що фільм «зібрав золотий касовий прокат у звичайних кінотеатрах».

### Критичний прийом
"Санта-Клаус підкорює марсіан " отримав здебільшого негативні відгуки, причому більшість позитивних відгуків надійшли через те, що фільм настільки поганий, що це добре. На веб-сайті агрегатора рецензій на фільми Rotten Tomatoes фільм отримав a 25 % результатів на основі 24 рецензій із середньою оцінкою 3.4/10 . Критичний консенсус сайту гласить: «Надзвичайний „Санта-Клаус завойовує марсіан“ може бути настільки пустотливим, що буде приємним для глядачів, які шукають субкомпетентну науково-фантастичну святкову пригоду». Відтоді фільм розглядався як культовий.

### Домашні ЗМІ
Завдяки статусу загальнодоступного надбання в Сполучених Штатах «Санта-Клаус підкорює марсіан» був випущений на багатьох різних цінових ярликах. StudioCanal володіє допоміжними правами на фільм.
- Спочатку трансляція фільму на Comedy Channel 21 грудня 1991 року, версія Mystery Science Theatre 3000 була випущена на DVD компанією Rhino Home Video як частина MST3K: The Essentials 31 серпня 2004 року.
- Mill Creek Entertainment випустила фільм на DVD як частину своєї Holiday Family Collection у 2006 році.
- Кінематографічний Титанік риффував фільм на DVD, випущений у листопаді 2008 року.
- Версія Cinema Insomnia була випущена Apprehensive Films як частина серії Slime Line.[9]
- До бонусного вмісту DVD Rare Exports: A Christmas Tale входить фільм.
- Версія E1 Entertainment із синдикованого телевізійного серіалу 2010-11 років, Elvira's Movie Macabre, була випущена на DVD 6 грудня 2011 року.
- Kino Lorber планував випустити спеціальне видання «Санта-Клаус підкорює марсіан: кінокласика» на Blu-ray та DVD 30 жовтня 2012 року. Однак було виявлено, що диски були відпресовані з використанням сильно скороченої майстер-копії, яка працювала лише 69 хвилин. Нова версія була випущена 4 грудня 2012 року з незмінним початковим часом виконання.
- RiffTrax, виробництво кількох колишніх сценаристів і виконавців MST3K, вибрало фільм для перегляду на живому заході, який відбувся 5 грудня 2013 року та транслювався в кінотеатрах по всій країні. Живе шоу стало доступним для цифрового завантаження 1 серпня 2014 року та було випущено на DVD 24 листопада 2015 року. Шоу було подано як подвійний повнометражний фільм із Різдвяною короткометражкою!, колекція святкових коротких фільмів RiffTrax, 1 грудня 2016 року.
- Це також частина Weird Christmas на Fandor.[10][11]

### Вплив і спадщина
Тема з фільму була випущена в записі в листопаді 1964 року «Мілтон Делугг і маленькі ескімоси» на Four Corners Records, дочірній компанії Kapp Records. Його каталожний номер був FC 4-114. До чартів не потрапив.
У березні 1966 року видавництво Dell Comics опублікувало комікс-адаптацію окремого випуску та читання фільму.
Фільм був представлений у 3 сезоні 21 серії Mystery Science Theatre 3000 у 1991 році.
Театральна постановка «Санта-Клаус завойовує марсіан: мюзикл» відбулася в 1993 році в театрі Factory Theatre в Чикаго, адаптація та режисер Шон Еблі.
Починаючи з лютого 1998 року, ходили чутки про рімейк з Девідом Цукером як продюсером, а Джим Керрі зіграє Дропо. Орієнтовною датою виходу було оголошено 2002 рік, хоча тоді вважалося, що фільм потрапив у виробниче пекло. Станом на грудень 2020 року IMDb містить перелік ремейків із запланованою датою виходу в 2021 році, режисером якого стане Синтія Вебстер, дочка режисера оригінального фільму.

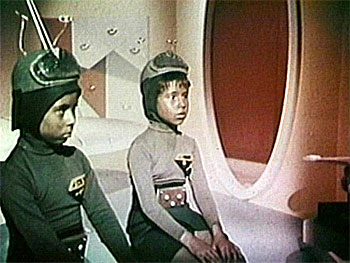
Сцена з фільму за участю Бомара (Кріс Монт) і Гірмар (Піа Задора)

Це породило промовистий роман Лу Гаррі, виданий у 2005 році Penguin Books /Chamberlain Bros. Книга, яка містить DVD із оригінальним фільмом, представляє історію з точки зору тепер уже дорослої Ґірмар, яка не лише змінила свого батька на посаді правителя Марса, але й розповідає історію мовою «дівчини з долини».
У 2006 році відбулася прем'єра другої театральної постановки в театрі Maverick у Фуллертоні, Каліфорнія. Цю версію адаптували Браян Ньюелл і Нік Макгі. Постановка Маверіка стала комедійним успіхом і стала місцевою традицією, яку показували там кожного святкового сезону з 2006 року, а постановку з нагоди 10-ї річниці відбулося в грудні 2015 року.
Sloppy Seconds зробили кавер на тему пісні в 1992 році.